# Renewal
Renewal – szósty album studyjny grupy Kreator wydany w 1992 roku.

## Lista utworów
| Nr | Tytuł utworu            | Długość |
| -- | ----------------------- | ------- |
| 1. | „Winter Martyrium”      | 5:43    |
| 2. | „Renewal”               | 4:36    |
| 3. | „Reflection”            | 6:15    |
| 4. | „Brainseed”             | 3:17    |
| 5. | „Karmic Wheel”          | 6:06    |
| 6. | „Realitätskontrolle”    | 1:22    |
| 7. | „Zero to None”          | 3:12    |
| 8. | „Europe after the Rain” | 3:19    |
| 9. | „Depression Unrest”     | 5:05    |
|    |                         | 38:55   |

## Twórcy
- Mille Petrozza - gitara, śpiew
- Jürgen Reil - perkusja
- Rob Fioretti - gitara basowa
- Frank Gosdzik - gitara